# كأس السوبر الأوروبي 1977
كأس السوبر الأوروبي 1977 جمعت مباراة كأس السوبر الأوروبي لكرة القدم بين فريق نادي هامبورغ الرياضي ونادي ليفربول الإنجليزي، وقد لعبت مباراة الذهاب في ملعب فولكسبارك في هامبورغ في 22 نوفمبر 1977، ولعبت مباراة الإياب في 6 كانون الأول 1977 في ليفربول على ملعب أنفيلد، مباراة كأس السوبر الأوروبية تجمع بين الفائزين في مسابقة كأس الاتحاد الأوروبي وكأس الكؤوس الأوروبية.
حضر مايقرب من 16,000 متفرج في ملعب فولكسبارك، أخذ هامبورغ زمام المبادرة في النصف الأول من مباراة الذهاب عندما سجل فرديناند كيلر، ثم عادل ديفيد فيركلو في الشوط الثاني لتنتهي المباراة (1-1)، وفي الإياب حضر 34391 مشجد في ملعب أنفيلد، شهدت المباراة أخذ ليفربول زمام المبادرة عندما سجل فيل طومسون في الدقيقة 21، ثم تبعه ثلاثية من تيري ماكديرموت وهدف من كل من كيني دالغليش وديفيد فيركلو، وبذلك تم تأمين الفوز بنتيجة (6-0) لصالح نادي ليفربول، وفاز ليفربول 7-1 في مجموع المباراتين وحقق بأول كأس للسوبر الأوروبية في تاريخه.